# 136 Velorum
136 Velorum (I Velorum) é uma estrela na direção da Vela. Possui uma ascensão reta de 09h 26m 17.98s e uma declinação de −53° 22′ 44.2″. Sua magnitude aparente é igual a 5.09. Considerando sua distância de 422 anos-luz em relação à Terra, sua magnitude absoluta é igual a −0.47. Pertence à classe espectral B6V.